# Seng Si-caj
Seng Si-caj (kínai írással: 盛世才, pinjin: Shèng Shìcái, Wade–Giles: Sheng Shih-ts'ai; 1897 – 1970. július 13.) kínai hadúr és Hszincsiang (Xinjiang) irányítója (1937-től kormányzója) volt 1933 és 1944 között.

## Élete
1897-ben, a mandzsúriai Liaoningban született mandzsu családban. Japánban tanult, majd 1919-ben részt vett a május negyedike mozgalomban. Kuo Szung-ling (Guo Songling) mandzsúriai hadúr alatt kezdte meg katonai karrierjét, akinek 1925-ös sikertelen lázadást követő kivégzése után visszatért Japánba és a Japán Császári Hadserege Akadémiáján folytatott tanulmányokat 1927-ig. Ebben az évben részt vett az északi hadjáratban, mint Csang Kaj-sek vezérkarának a tagja. 1930-ban Csin Su-zsen (Jin Shuren) hszincsiang (xinjiang)i kormányzó kérésére utazott Ürümcsibe.
Részt vett a kumul lázadás 1931-es leverésében, szovjet segítséggel, melyért cserébe számos engedményt volt kénytelen nekik tenni és a tényleges hatalmat hamarosan az Ürümcsiben lévő szovjet konzul gyakorolta. A tartományt szovjet szatellitállamnak tartották, mely teljesen az ő irányításuk alatt van. 1936-ban 20 000 kazah Csinghaj (Qinghai)ba telepítését követően a Ma Pu-fang (Ma Bufang) vezette kínai muzulmánok népirtást hajtottak végre a muzulmán kazahok között, melyet csak 135-en éltek túl.
Seng (Sheng) 1937-ben belső tisztogatásokba kezdett Sztálin csisztkájával egy időben, a hszincsiangi (xinjiangi) háború idején. Ehhez segítséget kapott az NKVD-től, mely egy „trockista” és „fasiszta összeesküvést” leplezett le, melynek célja „a Szovjetunió elpusztítása volt”. 435 személyt gyanúsítottak meg, köztük a szovjet konzult is. 1938 augusztusában Sztálin akaratára csatlakozott a Szovjetunió Kommunista Pártjához és moszkvai titkos látogatása alkalmával az 1 859 118. számú párttagkönyvet kapta meg Molotovtól.
1942-ben, az addig elért német sikerek hatására Seng (Sheng) antikommunistává vált, kiutasította a szovjet tanácsadókat és sok kínai kommunistát, köztük Mao Cö-min (Mao Zemin)t, Mao Ce-tung (Mao Zedong) testvérét is kivégeztette, azt remélve, hogy ezzel megszerezheti a Kuomintang (Guomindang) támogatását. Amikor azonban a háború a szovjetek javára fordult a sztálingrádi csata után, Seng (Sheng) a nemzetiekkel próbált meg szakítani és újra a Szovjetunió támogatását kérte Sztálinnak írt levelében. Ő azonban ezt elutasította és megküldte a levelet a Kuomintang (Guomindang) vezetőjének, Csang Kaj-seknek, aki augusztus 29-én leváltotta a kormányzói posztról.
1944. szeptember 11-én hagyta el a tartományt, hogy csatlakozzon a központi kormányzathoz, mint földművelésügyi- és erdészeti miniszter. Mintegy 50 teherautó szállította személyes ingóságait, köztük 1500 kg aranyat és 15 000 kilogramm ezüstöt. A kínai polgárháborúban elszenvedett vereség után a központi kormányzattal együtt Tajvanra menekült, ahol feleségével és négy gyerekével (három fiával és egy lányával) haláláig élt.

## Fordítás
- Ez a szócikk részben vagy egészben  a   Sheng Shicai című angol Wikipédia-szócikk ezen változatának fordításán alapul.  Az eredeti cikk szerkesztőit annak laptörténete sorolja fel. Ez a jelzés csupán a megfogalmazás eredetét és a szerzői jogokat jelzi, nem szolgál a cikkben szereplő információk forrásmegjelöléseként.